# Apoftegma
Apoftegma (o apotegma, in greco ἀπόφθεγμα, apophthegma, da ἀποϕθέγγομαι: "pronuncio") è un sostantivo di origine greca il cui significato va rintracciato in relazione al verbo apophthénghesthai, che significa "enunciare una sentenza" o "enunciare una risposta in forma definitiva".
La parola, quindi, assume il significato di "detto", "sentenza", "massima", e si usa per una frase o sentenza di tipo aforistico, che reca in estrema sintesi una verità profonda e al contempo stringente. In particolare, l'apoftegma ha dei tratti in comune con l'aneddoto, con la sentenza e con il proverbio, pur non essendo completamente riconducibile ad alcuno di essi.

## Letteratura apoftegmatica
Un apoftegma è quindi diviso in due parti; da una parte menziona la situazione o l'occasione (occasio), mentre l'altra menziona l'enunciato fatto in tale contesto ( sententia).
Come l'aneddoto, l'apoftegma fa riferimento a una precisa situazione storica, e ha come protagonisti delle persone reali; ma a differenza dell'aneddoto, che solitamente ha un carattere esemplificativo o comunque marginale rispetto al contesto, talora quasi di curiosità, un apoftegma è sempre interamente auto-conclusivo, e ha una rilevanza per sé; inoltre mentre un aneddoto può consistere indifferentemente in un resoconto di atti o di parole, l'apoftegma ha il suo compimento nel carattere puramente verbale.
L'apoftegma differisce dall'epigramma per la sua forma prosaica. 
L'apoftegma è certo una sentenza; ma più precisamente è un particolare tipo di sentenza, enunciata dal protagonista "in risposta" a un discorso altrui, o affermazione, o domanda, oppure come chiosa che racchiuda compiutamente un dato evento. Rispetto al proverbio, invece, manca una precisa volontà a priori di esprimere una considerazione o verità di carattere universale, sebbene da questo punto di vista un apoftegma possa sovente risultare effettivamente "proverbiale".
L'apoftegma, in genere, è riferito a rivelazioni oracolistiche, profetiche o filosofiche. La Bibbia contiene libri apoftegmatici, come il Libro dei Proverbi. Da ricordare anche i vari apoftegmi pronunciati dai Sette savi, che in pratica inaugurano la storia del pensiero occidentale, così come gli Apoftegmi spartani contenuti nei Moralia di Plutarco.
Nella letteratura latina è menzionato per la prima volta da Cicerone con riferimento a Catone.
Oltre agli Apophtegmata patrum, si ricordano anche gli Apophtegmata di Erasmo da Rotterdam (1534), Juan Rufo fino a Eduardo Mendoza (XX sec.).

## Padri e madri del deserto
Celebri sono anche, per esempio, gli apoftegmi dei Padri del deserto, raccolti in due grandi collezioni, quella alfabetica (cioè secondo l'ordine alfabetico dei monaci cui sono attribuiti i detti e i racconti memorabili) e quella sistematica (cioè per temi: ad esempio, progresso verso la perfezione, raccoglimento (hésychia), compunzione, dominio di sé (enkrateia)). Gli apoftegmi sono una fonte preziosa per la storia della spiritualità e le origini del monachesimo cristiano, ricchi di arguzie, di annotazioni pittoresche, di informazioni sulla vita nel deserto egiziano del IV secolo.
Fra le fonti si ricordano: gli Apophtegmata di Poemen (V-VI secolo), la Storia lausiaca di Palladio e la Storia dei monaci in Egitto, tradotta dal greco in latino da Rufino.
Gli apoftegmi si formavano da domande poste dagli eremiti più giovani al monaco più anziano, ritenuto più santo ed esperto nel cammino di ascesi. Alla risposta seguiva spesso un'ulteriore richiesta di chiarimento e una seconda risposta, formando un dialogo. I monaci d'Egitto vivevano un semi-anacoretismo e si incontravano tra il sabato sera e la domenica mattina, prima di trascorrere il resto della settimana nelle proprie celle. Sebbene siano contestualizzati, il materiale è molto stratificato da aggiunte successive.
Altri apoftegmi derivavano da brevi aneddoti di vita contenenti un insegnamento edificante, da racconti biografici più lunghi e già autonomi, ovvero da estratti di opere letterarie. La prima raccolta scritta fu pubblicata nel Trattato gnostico e Trattato pratico di Evagrio Pontico.

## Esempi letterari
Celebri sono anche gli Apoftegmi spartani di Plutarco, che hanno largamente contribuito a rafforzare nei secoli a venire il fascino della cosiddetta "leggenda di Sparta".
Esistono poi intere letterature e filosofie in stile apoftegmatico, pur con l'aspetto esteriore del saggio: si pensi a Montaigne o a Emerson. Anche il padre filippino portoghese, Manuel Bernardes, riporta una importante raccolta di apoftegmi nella sua opera Nova Floresta ou Silva de Vários Apótegmas. Anche Così parlò Zarathustra di Friedrich Nietzsche è un esempio di testo che si rifà a uno stile apoftegmatico; Nietzsche era infatti un fiero e convinto sostenitore della scrittura per frammenti aforistici come mezzo per manifestare la propria superiorità logica e intellettuale.
Nella tradizione filosofica neoplatonica, il sapiente, nello sforzo di conoscere l'inconoscibile e di descrivere la realtà dietro ai fenomeni, predilige costantemente esprimersi attraverso l'apoftegma (vedi in particolare Diogene Laerzio e la sua Doxografia).